# Ugo Eugenio Puccini Banfi

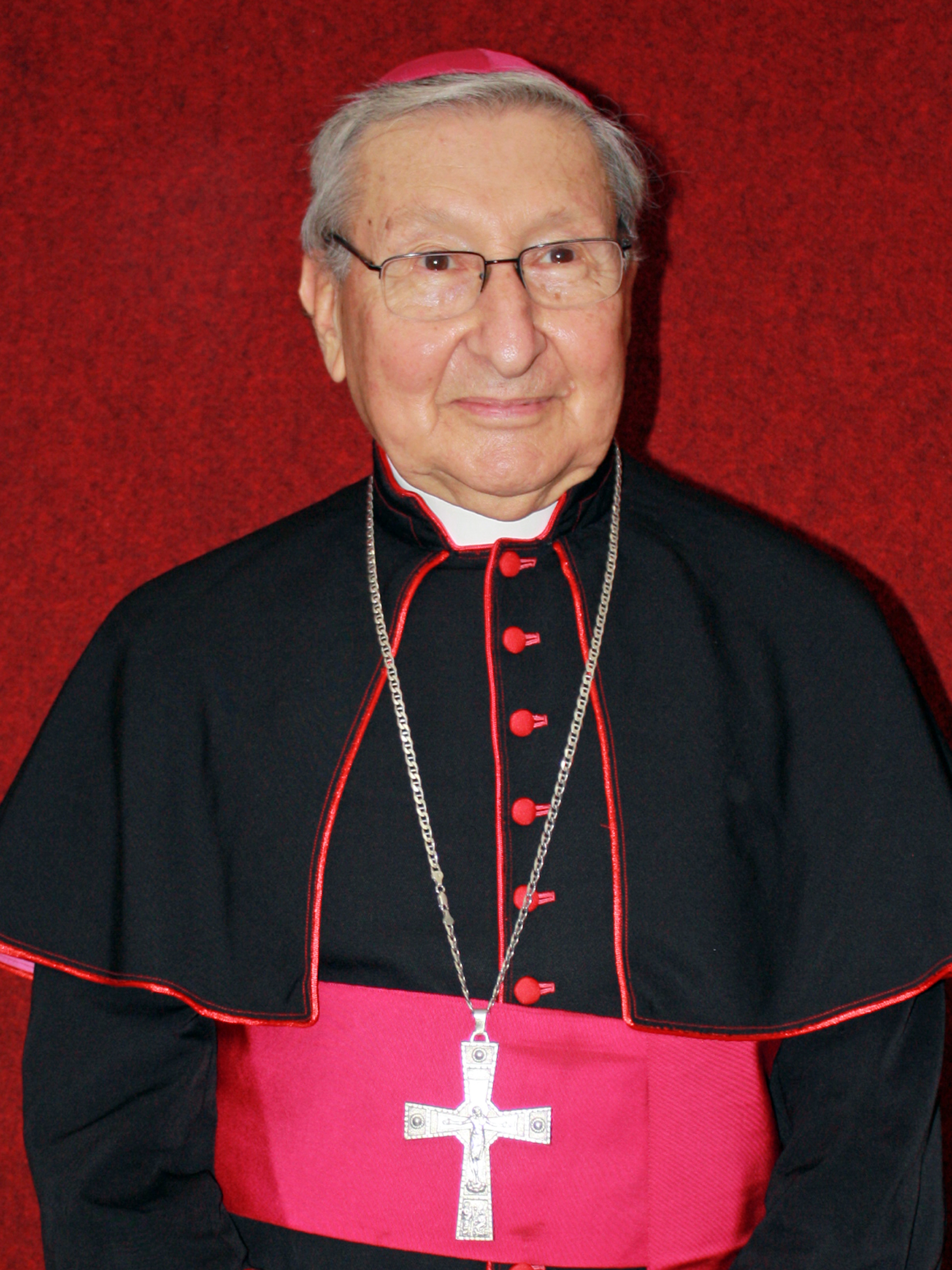
Ugo Eugenio Puccini Banfi

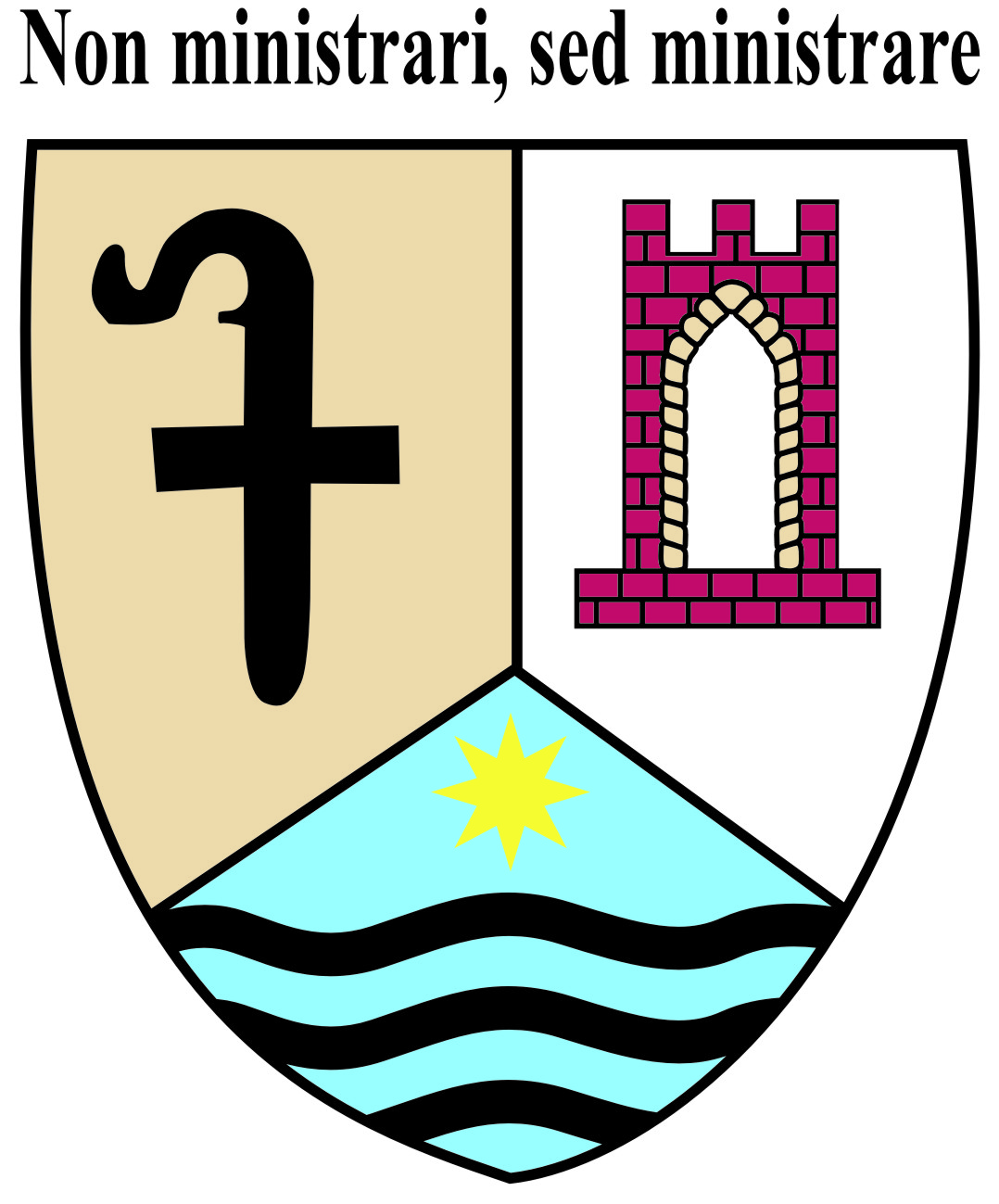
Bischofswappen von Ugo Eugenio Puccini Banfi

Ugo Eugenio Puccini Banfi (* 21. Oktober 1935 in Barranquilla) ist ein kolumbianischer Geistlicher und emeritierter Bischof von Santa Marta.

## Leben
Ugo Eugenio Puccini Banfi trat Opus Dei bei und empfing am 27. August 1967 die Priesterweihe.
Papst Paul VI. ernannte ihn am 9. Dezember 1977 zum Weihbischof in Barranquilla und zum Titularbischof von Oppidum Consilinum. Die Bischofsweihe spendete ihm der Erzbischof von Barranquilla, Germán Villa Gaviria CIM, am 18. Februar des nächsten Jahres; Mitkonsekratoren waren Mario Revollo Bravo, Weihbischof in Bogotá, und Carlos José Ruiseco Vieira, Bischof von Montería. Als Wahlspruch wählte er Non Ministrari, sed Ministrare.
Papst Johannes Paul II. ernannte ihn am 4. Dezember 1987 zum Bischof von Santa Marta.
Am 5. August 2014 nahm Papst Franziskus seinen altersbedingten Rücktritt an.